# Königliches Dänisches Zeughausmuseum

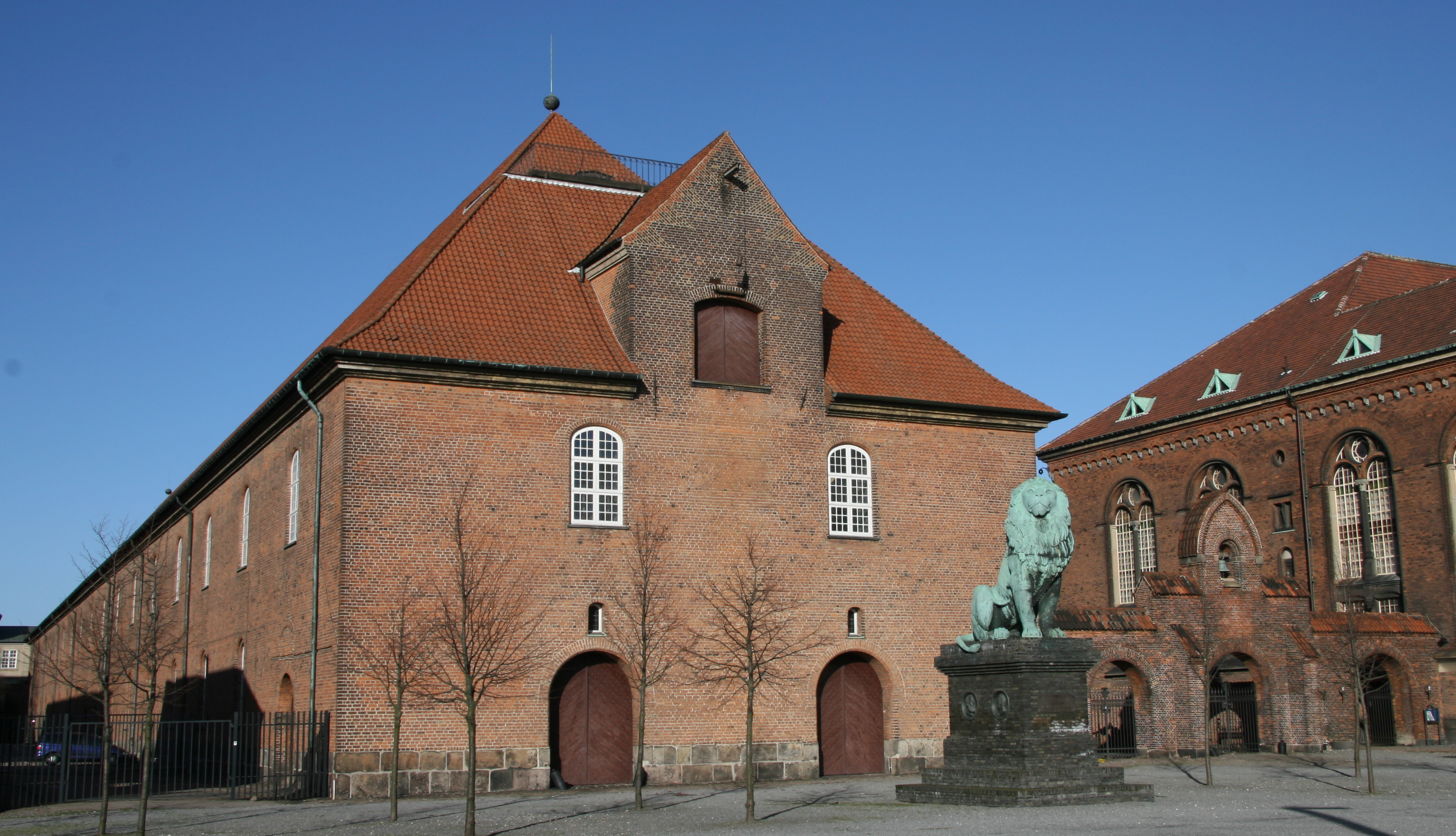
Dänisches Zeughausmuseum

Das Königliche Dänische Zeughausmuseum (dän.: Tøjhusmuseet) ist ein Museum für historische Waffen in Kopenhagen.

## Geschichte
Das Zeughausmuseum erhielt seinen Namen nach dem Gebäude, in dem es beheimatet ist, dem Königlichen Zeughaus in Kopenhagen. Es wurde in den Jahren 1598–1604 von König Christian IV. errichtet. Ursprünglich diente es ausschließlich als Arsenal der dänischen Armee, doch bereits seit der Regierungszeit Friedrichs III. wurden im Zeughaus auch Trophäen gelagert sowie Waffen gesammelt, die ungewöhnlich, interessant oder auf andere Weise bemerkenswert waren.
Ein wirkliches Waffenmuseum entstand erst im Jahre 1838 durch die Zusammenlegung mit der Königlichen Partikulären Rüstkammer, deren Ergebnis die Historische Waffensammlung (Historiske Vaabensamling) war.
Seit jener Zeit wurde die Sammlung beständig erweitert. 1845 etwa erhielt sie historische Kanonen und 1852 die Bestände der Gottorfschen Rüstkammer. Zahlreiche weitere Stücke kamen durch Kauf, Tausch, Funde, Geschenke oder Übertragungen durch die dänischen Streitkräfte hinzu.
1928 wurde die Historische Waffensammlung eine eigenständige Institution unter dem heutigen Namen Tøjhusmuseet. Seit 1938 besitzt das Zeughausmuseum das uneingeschränkte Verfügungsrecht über den gesamten Zeughauskomplex.
Johan F. Stöckel (Johan Ferdinand Vilhelm Valdemar Støckel) war in den 1920er und 1930er Jahren Museumsdirektor und bewirkte grundlegende Änderungen im Umgang mit den Objekten des Museums. Die internationale Beachtung des Museums wurde durch die Arbeiten von Stöckel gefördert.

## Sammlung
Die Bestände des Zeughausmuseums umfassen etwa 350 historische Kanonen, Mörser und Haubitzen sowie Artillerie-Ausrüstungsgegenstände und annähernd 7000 Handfeuerwaffen, Hieb-, Stich-, Schlag- und Stoßwaffen vom Jahr 1300 bis in die jüngste Zeit. Zu der Sammlung zählt auch die Vedelspangbüchse, die älteste bekannte dänische Feuerwaffe.

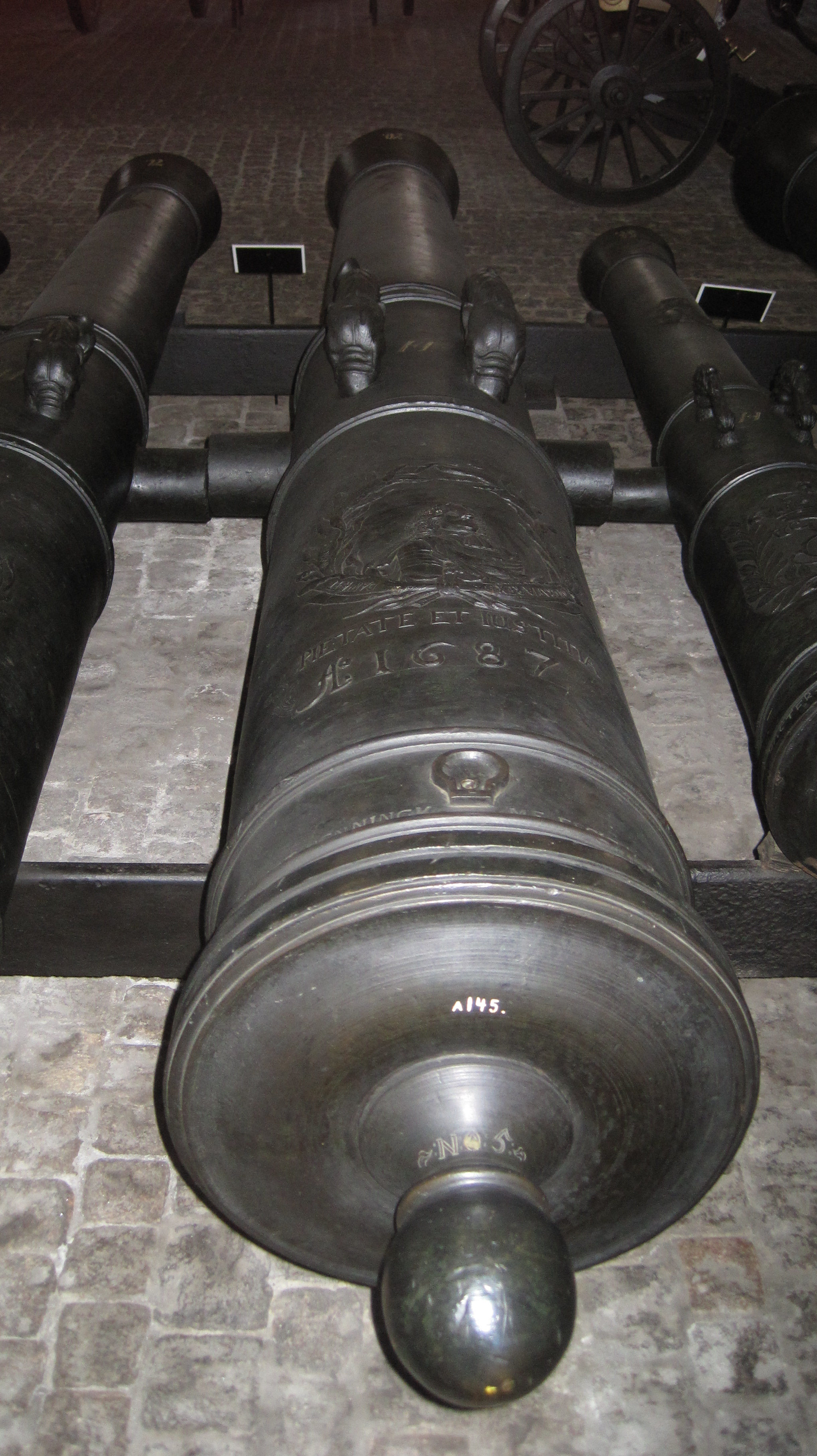
Albert Bellingks Kanone von 1687 im Tøjhusmuseet
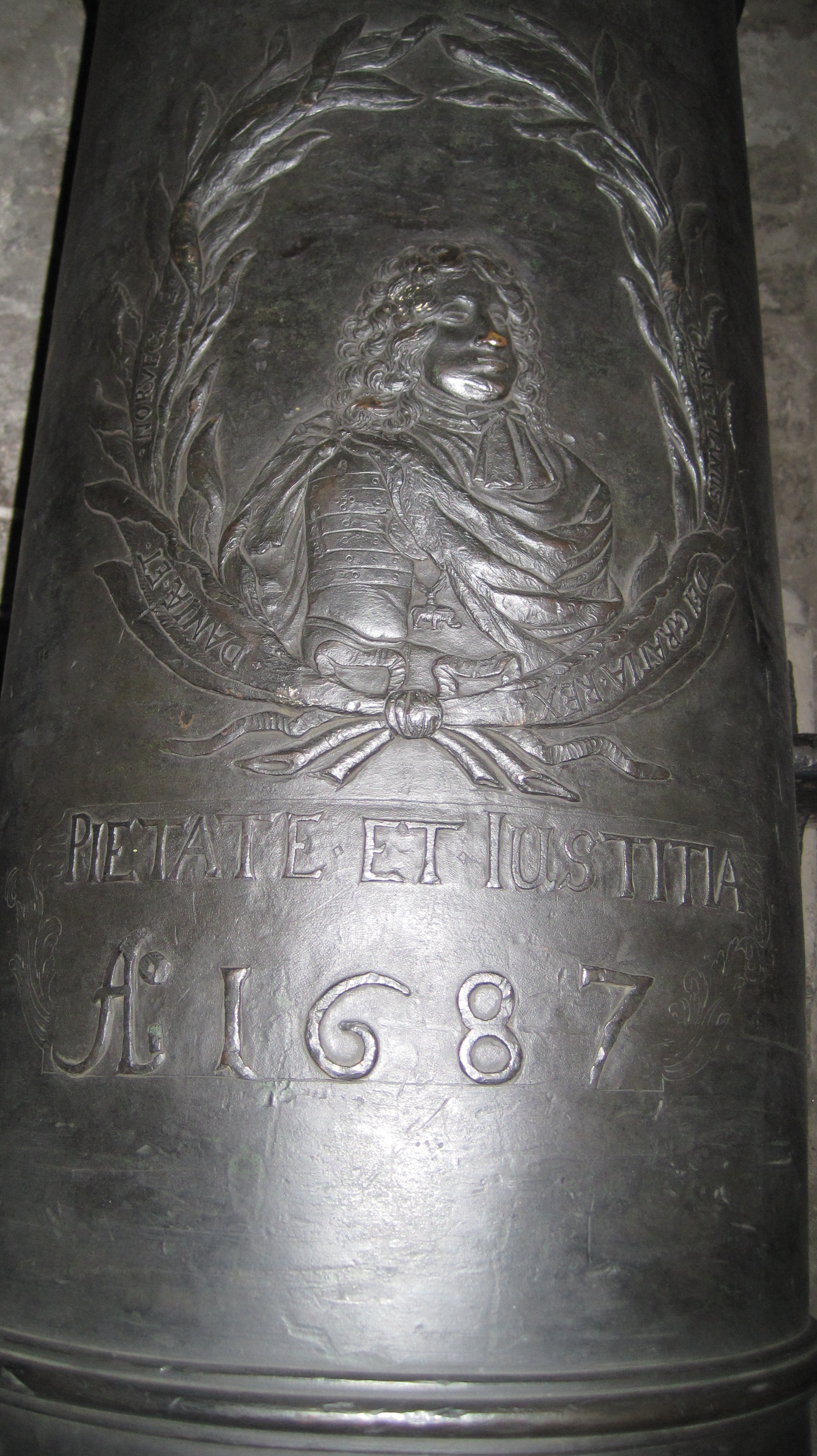
Detail mit Bildnis Christian V. Pietate et Justitia Ao 1687
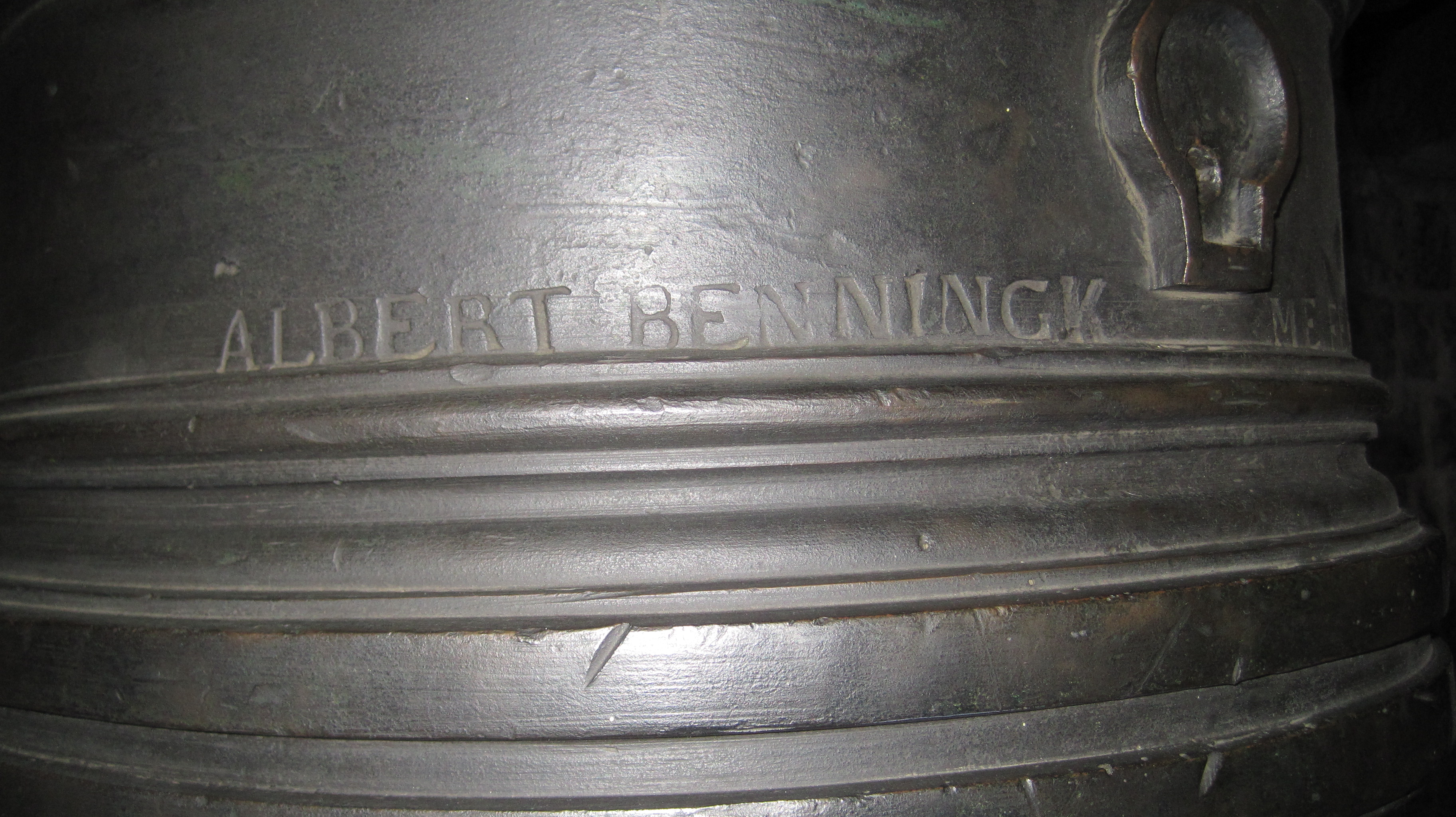
Detail Albert Benningk me fecit

## Gebäude
Die äußere Länge des Zeughauses beträgt 163 Meter, die Breite 24 Meter und die Höhe bis zum Dachfirst 27 Meter. Das Erdgeschoss wird von der Kanonenhalle gebildet, die Europas längste Gewölbehalle ist und deren Kreuzgewölbe von 16 mächtigen Mittelpfeilern getragen werden.
In der Sammlung befinden sich auch Stücke bekannter norddeutscher Gießer wie Matthias Benningk oder des Lübecker Ratsgießers Albert Benningk, der 1687 für König Christian V. in Kopenhagen mehrere Zwölfpfünder goss, die als Bestandteile der königlichen Waffensammlung heute in der Artillerieausstellung im Arsenal Tøjhusmuseet zu sehen sind.
Der erste Stock besteht gleichfalls aus einem einzigen Raum, dem Waffensaal. Die hoch aufragende Dachkonstruktion beherbergt drei ausgedehnte Dachgeschosse.
Vor dem Gebäude stand der (Idstedt-Löwe), den Herman Wilhelm Bissen als Denkmal für den dänischen Sieg in der Schlacht bei Idstedt geschaffen hatte. 2011 kehrte der Löwe an seinen Ursprungsort in Flensburg zurück.